# Landesregierung Kaj Leo Johannesen I
Die erste färöische Landesregierung mit Kaj Leo Johannesen als Ministerpräsident wurde am 26. September 2008 gebildet, im Frühjahr 2011 umgebildet und am 14. November 2011 entlassen. 

## Bildung und Zusammensetzung
Die Landesregierung setzte sich aus einer bürgerlich-sozialdemokratische Dreiparteienkoalition zusammen, an der der Sambandsflokkurin und der Fólkaflokkurin sowie der Javnaðarflokkurin beteiligt waren.
Am 6. April 2011 zog der Fólkaflokkurin aufgrund von Meinungsverschiedenheiten zur Wirtschaftspolitik seine Minister aus der Regierung ab und schied aus der Koalition aus. Die beiden verbliebenen unionistischen Parteien bildeten daraufhin die erste Minderheitsregierung der Färöer.
Am 4. Mai 2011 wurde die Zusammensetzung der umgebauten Regierung präsentiert. Ministerpräsident Kaj Leo Johannesen übernahm zusätzlich die Verantwortung für Auswärtiges. Wirtschaftsminister Johan Dahl übernahm zusätzlich das Fischereiministerium und Gesundheitsminister John Johannessen übernahm zusätzlich die innere Angelegenheiten mit Ausnahme der kommunalen Angelegenheiten, die von der Kulturministerin Helena Dam á Neystabø übernommen wurden.

## Mitglieder
Mitglieder der Landesregierung Kaj Leo Johannesen I vom 26. September 2008 bis zum 14. November 2011:
| Aufgabenbereich               | Minister                                                | Minister | Partei |
| ----------------------------- | ------------------------------------------------------- | -------- | ------ |
| Ministerpräsident (Løgmaður)  | Kaj Leo Johannesen                                      |          | B      |
| Stellvertr. Ministerpräsident | Jørgen Niclasen (bis Jan 2011)                          |          | A      |
|                               | Jacob Vestergaard (Jan–Apr 2011)                        |          | A      |
|                               | Aksel V. Johannesen (Apr–Nov 2011)                      |          | C      |
| Äußeres                       | Jørgen Niclasen (bis Jan 2011)                          |          | A      |
|                               | Jacob Vestergaard (Jan–Apr 2011)                        |          | A      |
|                               | Kaj Leo Johannesen (Mai–Nov 2011)                       |          | B      |
| Finanzen                      | Jóannes Eidesgaard (bis Febr 2011)                      |          | C      |
|                               | Aksel V. Johannesen (Febr-Nov 2011)                     |          | C      |
| Gesundheit                    | Hans Pauli Strøm (bis Juli 2009)                        |          | C      |
|                               | Aksel V. Johannesen (Jul 2009 - Febr 2011)              |          | C      |
|                               | John Johannessen (Febr-Nov 2011)                        |          | C      |
| Kultur                        | Helena Dam á Neystabø                                   |          | C      |
| Fischerei                     | Jacob Vestergaard (bis Apr 2011)                        |          | A      |
|                               | Johan Dahl (Mai–Nov 2011)                               |          | B      |
| Wirtschaft                    | Johan Dahl                                              |          | B      |
| Soziales                      | Rósa Samuelsen                                          |          | B      |
| Inneres                       | Annika Olsen (bis April 2011)                           |          | A      |
|                               | Kaj Leo Johannesen (Apr–Mai 2011)                       |          | A      |
|                               | John Johannessen Inneres ohne Kommunales (Mai–Nov 2011) |          | C      |
|                               | Helena Dam á Neystabø Kommunales (Mai–Nov 2011)         |          | C      |